# SoftBank 001DL
DELL Streak Softbank 001DL（デル ストリーク ソフトバンク001DL）はデルが開発しソフトバンクモバイルが販売するW-CDMA及びGSM通信方式に対応するAndroidをOSに搭載したスマートフォン。2010年12月21日発売。2011年6月24日にウィルコムがWX130Sとのセット販売を開始した。

## 概要
- 海外で発売されているDELL Streakの日本向けローカライズモデル
- 9ヶ国語対応
- 少なくとも初代機は台湾HTC社のODM

## 歴史
- 2010年11月4日 - ソフトバンクモバイルより発表。
- 2010年12月24日 - 発売。
- 2011年6月24日 - ウィルコムがWX130Sとのセット販売を開始（2つを同時購入し、かつ新ウィルコム定額プランGSを基本料金プランとした場合に可能。音声通話および海外ローミングができない以外は、原則ソフトバンクモバイル契約と同様の利用方法が可能）。
- 2011年7月27日 - 1回目のアップデートを実施。緊急地震速報に対応。
- 2011年12月3日 - ウィルコム版を含め、在庫限りでの販売終了を発表。
- 2011年12月15日 - 2回目のアップデートを実施。

## 対応サービス・機能
- Android 2.2搭載

| 主な対応サービス         | 主な対応サービス                    | 主な対応サービス     | 主な対応サービス |
| ------------------------ | ----------------------------------- | -------------------- | ---------------- |
| S!一斉トーク             | S!ともだち状況                      | Twitter              |                  |
| S!ループ                 | S!タウン                            | S!速報ニュース       |                  |
| PCサイトダイレクト       | 電子コミック                        | S!アプリ             |                  |
| 着うたフル／着うた       | デコレメール（受信のみ）            | S!電話帳バックアップ |                  |
| S!FeliCa                 | ミュージックプレイヤー              | GPS                  |                  |
| コンテンツおすすめメール | TVコール                            | 世界対応ケータイ     |                  |
| ワンセグ                 | 3G ハイスピード （下り最大7.2Mbps） | S!おなじみ操作       |                  |